# Isabel Pantoja
María Isabel Pantoja Martín (Sevilla, 2 augustus 1956), beter bekend als Isabel Pantoja of La Pantoja, is een Spaans zangeres van het genre copla andaluza. Haar stijl is gebaseerd op de Spaanse folklore, teruggrijpend op de copla en op flamenco, met symfonische begeleiding. 
Isabel Pantoja is zeer bekend in de Spaanstalige wereld, en heeft dan ook een groot aantal tournées gemaakt in Spanje en Latijns Amerika. 
Ze heeft meer dan 30 albums gemaakt, waarvan er 18 de platinastatus hebben, en 8 goud, en bovendien hebben twee van haar dvd's ook de platinastatus.
In 2007 wordt Isabel Pantoja in beschuldiging gesteld in de zaak Malaya, een corruptiezaak met vastgoedfraude waar meerdere bestuurders van de gemeente Marbella bij betrokken zijn, waaronder haar toenmalige partner. Het onderzoek naar de zangeres heeft een grote nationale weerklank. Uiteindelijk wordt ze in 2013 veroordeeld tot 24 maanden celstraf, en op 21 november 2014 gaat ze ook daadwerkelijk de gevangenis in. Vanaf oktober 2016 kan ze weer optreden.
- Biblioteca Nacional de España: XX993283
- Gemeinsame Normdatei: 135241979
- International Standard Name Identifier: 0000 0000 5959 9135
- Library of Congress Control Number: n96006624
- MusicBrainz: 730e5c7d-4d24-4a43-bc30-85c9ce41e35b
- Nationale Bibliotheek van Israël: 987007413500405171
- Virtual International Authority File: 70650930